# Lê Trung Chinh
Lê Trung Chinh (sinh năm 1969) là chính trị gia người Việt Nam. Ông nguyên là Phó Bí thư Thành ủy Đà Nẵng, Chủ tịch Ủy ban nhân dân thành phố Đà Nẵng.
Theo thông cáo phát chiều 20/10/2022, ông Lê Trung Chinh, Phó bí thư Thành ủy, Bí thư Ban cán sự đảng, Chủ tịch UBND TP Đà Nẵng, bị Ủy ban Kiểm tra Trung ương kỷ luật khiển trách.

## Xuất thân và giáo dục
Lê Trung Chinh sinh ngày 20 tháng 2 năm 1969, quê quán tại xã Hòa Phong, huyện Hòa Vang, thành phố Đà Nẵng. Ông có trình độ cử nhân ngành sư phạm Toán học, học vị Tiến sĩ ngành Giáo dục học.

## Sự nghiệp
Lê Trung Chinh là đảng viên Đảng Cộng sản Việt Nam.
Từ tháng 9 năm 1993 đến tháng 8 năm 1999, ông làm giáo viên tại Trường Trung học phổ thông Ông Ích Khiêm tại huyện Hòa Vang, Đà Nẵng.
Từ tháng 9 năm 1999 đến tháng 8 năm 2006, ông giữ chức vụ Phó Hiệu trưởng Trường Trung học phổ thông Ông Ích Khiêm tại huyện Hòa Vang, Đà Nẵng.
Từ tháng 9 năm 2006 đến tháng 3 năm 2007, ông làm Chuyên viên Thanh tra tại Sở Giáo dục và Đào tạo thành phố Đà Nẵng.
Từ tháng 3 năm 2007 đến tháng 7 năm 2009, ông là Hiệu trưởng Trường Trung học phổ thông Thái Phiên Đà Nẵng.
Từ tháng 7 năm 2009 đến tháng 6 năm 2010, ông giữ chức Phó Giám đốc Sở Giáo dục và Đào tạo thành phố Đà Nẵng kiêm Hiệu trưởng Trường Trung học phổ thông chuyên Lê Quý Đôn, Đà Nẵng.
Từ tháng 7 năm 2010 đến tháng 2 năm 2016, ông giữ chức Giám đốc Sở Giáo dục và Đào tạo thành phố Đà Nẵng.
Từ tháng 3 năm 2016 đến tháng 12 năm 2018, ông là Bí thư Quận ủy Ngũ Hành Sơn, Đà Nẵng.
Từ ngày 19 tháng 12 năm 2018 đến ngày 8 tháng 12 năm 2020, ông giữ chức vụ Phó Chủ tịch Ủy ban nhân dân thành phố Đà Nẵng.
Ngày 16 tháng 10 năm 2020 Chủ tịch UBND TP Đà Nẵng Huỳnh Đức Thơ bổ sung phân công công tác đối với ông Lê Trung Chinh, Phó Chủ tịch UBND TP. Theo đó, ông Lê Trung Chinh sẽ làm nhiệm vụ Phó Chủ tịch thường trực UBND TP, điều hành, phối hợp các hoạt động chung của các Phó Chủ tịch khi Chủ tịch UBND TP đi vắng.
Ngày 22 tháng 10 năm 2020, tại Đại hội Đại biểu Đảng bộ Thành phố Đà Nẵng khóa XXII (2020 - 2025), ông được Ban Chấp hành Đảng bộ thành phố bầu giữ chức Phó Bí thư Thành ủy.
Từ ngày 9 tháng 12 năm 2020, Hội đồng nhân dân (HĐND) TP. Đà Nẵng đã thống nhất bầu ông giữ chức vụ Chủ tịch Ủy ban nhân dân thành phố Đà Nẵng.
Ngày 23 tháng 6 năm 2025, tại kỳ họp thứ 24 của HĐND TP Đà Nẵng, ông đã có đơn xin nghỉ hưu trước tuổi để thuận tiện cho việc sắp xếp cán bộ sau sáp nhập từ ngày 1/7/2025 và đã được Trung ương đồng ý.

## Kỷ luật
Theo thông cáo phát chiều 20/10/2022, ông Lê Trung Chinh, Phó bí thư Thành ủy, Bí thư Ban cán sự đảng, Chủ tịch UBND TP Đà Nẵng, bị Ủy ban Kiểm tra Trung ương kỷ luật khiển trách. Cùng bị khiển trách là Ban cán sự đảng UBND TP Đà Nẵng các nhiệm kỳ 2016-2021, 2021-2026 và ông Huỳnh Đức Thơ, nguyên Phó bí thư Thành ủy, nguyên Bí thư Ban cán sự đảng, nguyên Chủ tịch thành phố. Các ông Hồ Kỳ Minh, Ủy viên Ban thường vụ Thành ủy, Phó bí thư Ban cán sự đảng, Phó chủ tịch thường trực thành phố; Trần Văn Miên, nguyên Thành ủy viên, nguyên Ủy viên Ban cán sự đảng, nguyên Phó chủ tịch thành phố; Nguyễn Văn Phụng, Thành ủy viên, Bí thư Đảng ủy, Giám đốc Sở Tài chính cũng bị khiển trách. Bà Ngô Thị Kim Yến, thành ủy viên, Ủy viên Ban cán sự đảng, Phó chủ tịch UBND thành phố, nguyên Bí thư Đảng ủy, nguyên Giám đốc Sở Y tế, bị cảnh cáo. Riêng ong Tôn Thất Thạnh, Bí thư Đảng ủy, Giám đốc Trung tâm Kiểm soát bệnh tật (CDC) thành phố, bị khai trừ khỏi Đảng. Những vi phạm, khuyết điểm có nguy cơ thất thoát lớn ngân sách nhà nước, gây dư luận bức xúc, làm giảm uy tín của cấp ủy và chính quyền thành phố.